# Fluoruro de actinio
El fluoruro de actinio(III) es un compuesto químico que contiene el raro elemento radiactivo actinio y flúor. Esta sal tiene la fórmula AcF3.

## Síntesis
El fluoruro de actinio se puede preparar en solución o mediante una reacción en estado sólido. En el primer método, el hidróxido de actinio se trata con ácido fluorhídrico y el producto precipita:
{\displaystyle {\ce {Ac(OH)3 + 3HF -> AcF_3(v) + 3H2O}}}
En la reacción de estado sólido, el metal de actinio se trata con gas de fluoruro de hidrógeno a 700 °C en un crisol de platino.

## Propiedades
El fluoruro de actinio es un sólido blanco que cristaliza en el sistema trigonal en el grupo espacial P3c1 (grupo espacial nº 165). Reacciona con el amoníaco entre 900 y 1000 °C para producir oxifluoruro de actinio:
{\displaystyle {\ce {AcF3 + 2NH3 + H2O -> AcOF + 2NH4F}}}
Mientras que el oxifluoruro de lantano se forma fácilmente calentando el fluoruro de lantano en el aire, un tratamiento similar simplemente funde el fluoruro de actinio y no produce AcOF.